# Церковь Святого Павла (Рига)
Церковь Святого Павла — лютеранская церковь в Риге. Расположена недалеко от городского центра — в районе Гризинькалнс, при пересечении улиц Августа Деглава и Яня Асара, в створе улиц Авоту и Артилерияс.

## История
В 1883 году, после нескольких лет согласований и поисков источников финансирования, Рижская городская управа выделила участок земли под строительство новой церкви и причтового дома. Строительство кирпичного здания по проекту архитектора Густава Фердинанда Александра Хилбига началось в 1885 году, после его смерти работами руководил его сын — архитектор Герман Отто Хилбиг.
Орган был изготовлен германской фирмой Эберхарда Фридриха Валкера в 1912 году, колокол отлит в 1887 году в Вестфалии.
В годы Второй мировой войны здание пострадало, были разбиты практически все витражи и плиты натурального шифера, покрывавшие крышу. В ходе реставрационных работ 1988 и 1994 годов были заново остеклены окна и восстановлены витражи масверков.

## Архитектура
Особенностью проекта стало использование декоративных деталей, отлитых из цемента и цинка. Нижняя часть стен была решена в виде высокого цоколя. Прямоугольный в плане однонефный зал и примыкающие к нему боковые сакристии завершены полигональной апсидой. К западному фасаду пристроена башня с остроконечным шпилем. Основной объём здания выделен щипцами с фиалами и покрыт двухскатной крышей.
Внутреннее убранство объединено единым ансамблем, выполненным в стиле характерном для английских готических церквей. Зал окружён резными галереями в работе над которыми принимали участие рижские мастера Г. Ф. Бернхардт, Р. Нейгебауэр и Г. Мюллер. Алтарь отделён от зала триумфальной аркой. Трёхчастную композицию венчает картина «Вознесение Христа», написанная художником Янисом Робертом Тиллбергсом в 1937 году.